# 全日本剣道連盟杖道
全日本剣道連盟杖道（ぜんにほんけんどうれんめいじょうどう）は、全日本剣道連盟が1968年（昭和43年）に制定した杖道の形。

## 概要
1956年（昭和31年）に全日本杖道連盟が全日本剣道連盟に加盟。神道夢想流杖術をもとに制定された。単独で行う「基本」と二人（打太刀、仕杖）で行う「形」がある。共通形の制定により演武試合が可能となり、1974年（昭和49年）から全日本杖道大会が開催されている。段級位審査においても演武する。全日本剣道連盟杖道は、居合道のように日本各地の流派から抜粋して統合し制定した武道ではなく、ほぼ神道夢想流の技法をベースとして成り立っている。神道夢想流以外の棒杖の古流には、天道流、楊心流、水鷗流、今枝新流、竹生島流、無比無敵流などがあるが、それら各流の技法は含まれていない。

### 全日本剣道連盟杖道 基本（単独・相対）
1. 本手打（ほんてうち）［右・左］
2. 逆手打（ぎゃくてうち）［右・左］
3. 引落打（ひきおとしうち）［右・左］
4. 返し突（かえしづき）［右・左］
5. 逆手突（ぎゃくてづき）
6. 巻落（まきおとし）
7. 繰付（くりつけ）
8. 繰放（くりはなし）
9. 体当（たいあたり）
10. 突外打（つきはずしうち）
11. 胴払打（どうばらいうち）
12. 体外打（たいはずしうち）［右・左］

### 全日本剣道連盟杖道 形
1. 着杖（つきづえ）：正面を切り下げてくる太刀をかわし、小手を打つ。
2. 水月（すいげつ）：頭部を切ってくる太刀をかわして「みぞおち」を突き、太刀を打ち落とす。もともと警視庁における指導用として考案された形を取り入れたもので、神道夢想流の古流にはない技である。
3. 引提（ひっさげ）：斬りつけてくる太刀を制圧し、その後の攻撃を不能にする。仕太刀は小太刀ではなく大太刀による。
4. 斜面（しゃめん）：斬りつけてくる太刀をかわしてこめかみを打ち、さらに突く。もともと警視庁における指導用として考案された形を取り入れたもので、神道夢想流の古流にはない技である。
5. 左貫（さかん）：突いてくる太刀を杖で受け流して太刀を打つ。
6. 物見（ものみ）：斬りつけてくる太刀をかわして小手を打ち、さらに突く。古流とは異なり、入り身でかわさない。
7. 霞（かすみ）：斬りつけてくる太刀をかわして体当たりし、さらにかわして繰り付けて突いて打つ。
8. 太刀落（たちおとし）：太刀をかわして頭を打ち、繰り付けて退いたところを突いて打つ。
9. 雷打（らいうち）：斬りつけてくる太刀を突き、かわして腹を突く。
10. 正眼（せいがん）:太刀の機先を制して打ち、退く太刀を突いて打つ。神道夢想流にはない技である。
11. 乱留（みだれどめ）:太刀を打ち、巻き落として体当たりして打つ。
12. 乱合（らんあい）：多くの技の総合して連携させた形。仕太刀は小太刀ではなく大太刀のみ。

### 全日本剣道連盟杖道称号・段位審査
（1）実技本数は下記のとおりとする。
| 受審段位       | 実施本数                                  | 技の指定                       |
| -------------- | ----------------------------------------- | ------------------------------ |
| 初段ないし三段 | 全剣連杖道5本                             | 全剣連杖道の技をあらかじめ指定 |
| 四段および五段 | 全剣連杖道5本                             | 全剣連杖道の技をあらかじめ指定 |
| 六段および七段 | 全剣連杖道6本                             | 審査当日全剣連杖道の技を指定   |
| 八段           | 第一次:全剣連杖道6本/第二次:全剣連杖道6本 | 審査当日全剣連杖道の技を指定   |

（2）すべての段位審査において、全剣連杖道は仕、打交替して行わせる。